# Atashi'n chi
Atashin'chi (あたしンち Atashinchi, abreviatura de "ATASHI no uchi", literalmente "Mi casa" o "Mi familia", utilizando el pronombre personal de la primera persona usado por las mujeres de manera informal) es un manga de comedia por Eiko Kera, y una adaptación al anime que fue producido desde 2002 hasta 2009. Se trata de una serie animada basada en episodios de las experiencias cotidianas de una familia de cuatro (la familia Tachibana).

## Personajes

### Los Tachibanas
- Padre (seiyū: Kenichi Ogata)
  - Un empleado asalariado que trabaja en el centro de Tokio. Es el característico hombre de mediana edad japonés que trabaja y que es un gran bebedor de cerveza, fuma con frecuencia, y frecuenta los salones de pachinko. Sin embargo, se encuentra el tiempo para estar allí con su familia, y suele ayudar en la casa en su descanso dominical. Él conduce un coche coupé hatchback azul, pero se desplaza al trabajo en tren.
  - Él es retratado como  ingenuo, a veces travieso, sin embargo es una persona reflexiva. Le gusta un entorno tranquilo y una casa limpia.  Sin embargo, es sobre todo una persona estoica, y muchas veces no refleja emoción alguna. Habla poco, generalmente dice frases de una sola palabra. Se irrita fácilmente con los aparatos electrodomésticos.
  - Su madre murió poco antes del nacimiento de su hijo, Yuzuhiko. Él estaba en un avión con destino a Oita a su visita en el hospital mientras su madre murió. Inusualmente mostró emoción por primera vez cuando  se casó con la madre llorando en su butsudan.
  - Él nació en la prefectura de Oita, y habla con acento, a pesar de su ocupación.

- Madre (nombre de soltera: Midori Imaji 今治 翠 Imaji Midori, véase el episodio 99 de la firma de la madre en su caligrafía; seiyū: Kumiko Watanabe)
  - Un ama de casa japonesa de hoy en día, que se enorgullece de un hogar limpio, un presupuesto equilibrado, y una frugal cena, sin embargo, "sabrosa". Aunque a veces se encuentra con interesantes trucos para realizar múltiples tareas y consolidar las tareas del hogar (como pasar la aspiradora de la alfombra y encerar el piso de madera de una sola vez), ella es muy torpe y se pone a sí misma en situaciones difíciles de perder el control. A pesar de su arduo trabajo, también es conocida por ser un poco perezosa por tomar siestas abundante por la tarde, viendo la televisión mientras se come senbei, y escatimar a cabo en las compras y / o cocinar en los días de lluvia.
  - A menudo sale a ir de compras y té de la tarde con su buen amigo Mizushima la señora y la señora Toyama. Además, a menudo participan en actividades con (los más ricos) la señora Misumi. A menudo envidia el estilo de vida de la "rica" señora Misumi y trata de encontrar "formas asequibles" para ser más elegante y optimista.
  - Sus hobbies incluyen shodou y cocinar y comer chikuwa.
  - Ella también nació en la prefectura de Oita. Su nombre de la niñez fue "Banban". A pesar de que tenía un amigo de la infancia (que le gustaba mucho y esperaba casarse), que se colocó en un Omiai organizó el matrimonio y se casó con el padre.
  - Ella también es una madre muy estricta a sus dos hijos, y trata de que los residuos menos dinero / electricidad / alimentos, etc. A pesar de que intenta hacerse mirada más optimista, que es muy tradicional en el pensamiento cuando se trata de su hija Mikan. (No se permiten las orejas perforadas, quedarse hasta tarde para Karaoke, la moda excesiva, y las tareas del hogar los valores en la tarea.) Ella es amable con su hijo menor, sin embargo, y con frecuencia le deja pasar cosas com las que Mikan no puede salirse con la suya.

- Mikan (立花 みかん Mikan Tachibana, seiyū: Fumiko Orikasa)
  - Una estudiante de secundaria de 17 años, y es la "principal protagonista" de la serie. (El "ATASHI" (yo) en el título.) Ella va a la escuela en una escuela secundaria pública, que por desgracia es un viaje largo y estresante de distancia. Se la presenta como una muy buena disposición, una chica relajada que le gusta divertirse. A menudo muy similar al de soltera, pero otras veces muy marimacho, ella pasa a través de todos los días con algún suceso gracioso.
  - Sus mejores amigos en la escuela secundaria consiste en el "adulto", como Shimi-chan (su apellido Shimizu), que siempre se mantiene tranquilo y sereno, y siempre tiene buenos consejos de dietas para tratar con los padres, y Yukarin (Yuka su nombre ), que ama karaoke e introduce Mikan a las "más lindas" cosas de la vida.
  - Mikan se siente atraído por Iwaki bishōnen tipo. A pesar de que quiere confesar sus sentimientos por él, ella es a menudo frustrada por su mejor amigo, Yoshioka, cuyos chistes importunan de Mikan.
    - Lo peor es que Mikan y Yoshioka han asistido a las academias juntos  desde la escuela primaria, y la gente (incluyendo a su propia madre) convencerla de que la fecha Yoshioka. A veces, cuando se mira en la dirección de Iwaki y Yoshioka, Shimi-chan tiene la idea equivocada y asume Mikan está mirando a Yoshioka, no Iwaki.

  - Ella "se-by" en la escuela, es horrible tomando notas, y es un sueño pesado, que por desgracia le hace tarde a la escuela. También tiene la costumbre de quedarse dormido a través de las tareas, haciendo que no tienen más opción que someterse tareas incompletas.
  - Sus intereses incluyen karaoke, comer dulces (aunque ella no le gusta la torta de chocolate), y admirando / creación de los osos de peluche.
    - Ella es parte de la "Bear Brigada " su colegio (compuesto por los ricos, a la moda de Río, el geek-todavía-romántica-que participan Nitta, y los mejores amigos Kajii y Asada), que crean originales osos de peluche, lleve a cabo de peluche actos oso, y admiran sus caras de peluche.

  - Su objetivo en la vida es convertirse en un famoso osito de peluche y / o diseñador de moda. Según su madre, ella misma enseñó a coser los botones (a través de la observación) a la edad de 3 años. Que una vez pareció ser un panadero, pero perdió interés poco después.
  - Ella se siente a menudo abrumada por las reglas de su madre, que inhiben su asignación, su moda, su toque de queda, y sobre todo su simple almuerzo. Ella se siente frustrada porque su madre le permite a su hermano menor salirse con algunas reglas, sin embargo, a menudo (y listo) le hace caso.

- Yuzuhiko (立花 ユズヒコ Yuzuhiko Tachibana, seiyū: Daisuke Sakaguchi)
  - Un estudiante de segundo año de secundaria que es muy estudioso y con visión de futuro. Es innovador y su cerebro es muy superior a su edad. Tiende a encontrar soluciones a (común) percances de la familia. Yuzuhiko es mucho más inteligente que Mikan.
  - Le gusta jugar videojuegos y escuchar música. Su pasatiempo secreto es de admirar el ficticio ídolo Marumi MARUNO. Que recoge fotos, revistas y recuerdos relacionados con ella. Sin embargo, se mantiene el secreto de su familia (en el miedo al ridículo) y sus amigos (ya que prefieren otros ídolos, aparte de MARUNO).
  - Le encanta la mayonesa, y es muy exigente con lo que su madre compra.
  - A pesar de que venera en el hecho de que su madre es dulce con él, que odia a toda la atención que ella le da. Él prefiere ser tratado más como un adulto, y para no ser llamado "Yuu-chan" más.
  - En la escuela, lo hace bien y consigue muy buenas notas, pero a menudo se sienten intimidado por su maestra, la señorita Hara.
  - También tiene muchos amigos, y es visto como uno de los estudiantes más populares.
    - Su mejor amigo es Fujino, que comparte su interés en libros, música y juegos. Sin embargo, Fujino es visto como más de un boke a tsukkomi Yuzuhiko es, actuando muy inmaduro e infantil. Fujino se siente atraído por Mikan, que altera Yuzuhiko. (Él incluso va tan lejos como para decir Fujino de Mikan "repugnantes" los rasgos, sólo para ser capturado y regañó en voz alta por Mikan.) Sus otros amigos son los tímidos Arai Nasuo, que en un momento compartió su amor por Marumi MARUNO, pero luego cambió de opinión, la popular niña Sudou, que hace amigos con todo el mundo, y el "único" Yuri Ishida, cuya apariencia y peculiaridades extrañas parecen repeler a los otros compañeros de clase, sin embargo, atraer la atención de Yuzuhiko, Fujino, y Sudou.
    - Él también tiene un "Fan Club", que fue fundada por Sayu Kawashima, quien se siente atraído fuertes en Yuzuhiko. Ella viene con muchas maneras de transmitir sus sentimientos a él, pero esos planes siempre se frustró, a menudo por Yuri Ishida. Se considera Ishida que sea su "rival", a pesar de que Ishida no muestra ningún interés en Yuzuhiko. A veces, se mete en situaciones en las que Yuzuhiko "salva" a ella (por la captura de ella cuando se cae o se tropieza con él), que dan lugar a una enamorada se escabullen. El otro miembro de la "Fan Club" es su mejor amiga, Yamashita. Yamashita es a menudo la voz de la razón o le da la verificación de la realidad (muy necesario) que Kawashima que se calme.
      - En momento digno de notar una, después de ver el dibujo de la caricatura de Yuzuhikode Kawashima (que resultó terrible), Kawashima abandonó sus sentimientos por él, pero después de disculpa Yuzuhiko y la explicación que tenía la intención del garabato a ser "lindo", Kawashima recuperó sus sentimientos.
      - Aparte de su apodo, Yuzupii, el "Fan Club" se refieren a él por el nombre código "Hibari-chan" (Little Skylark). Esto viene de una cadena masiva de asociación de palabras. (Tachibana Yuzuhiko [su nombre] - Miso> Yuzu [un condimento a base de cítricos] -> Miso [pasta de soja] -> Misora Hibari enka cantante] -> Hibari Skylark.

El nombre de la familia, en ediciones anteriores manga y en los episodios de televisión de los años, fue escrito utilizando kanji como 立 花. Sin embargo, cuando la serie alcanzó el reconocimiento internacional, especialmente en China, la ortografía cambió a katakana como タチバナ. Este es un homenaje a Mikan su nombre en traducciones al chino. (Mikan: Chino: 花 橘子, pinyin: Hua júzǐ, en la que el personaje (橘) pueden ser pronunciadas por sí mismo como "Tachibana" en japonés.

#### Conocidos de la Madre
- La abuela (ば ー ちゃん)
- El abuelo (じ ー ちゃん) (Hiroshi Ito)
- La señora Mizushima (水 岛 (みず しま)) (Rikako Aikawa)
- La señora Toyama (戸 山 (と や ま)) (Sakiko Tamagawa)
- La señora Misumi (三角 (み すみ)) (Nana Yamaguchi)
- La señora Mori (森 (もり))
- Sra. Suzuki (铃木 (すずき))
- Belleza (美容师)
- Casera (大家)
- Machiko (Cariñosamente llamada Señora-sonrisa, Hohoemi-san) (まち こ / ほほ えみ さん)
- Ino-sama (猪 さま)

#### Conocidos de Mikan
- Shimichan (しみ ちゃん) (Kaori Matoi)
- Yukarin (ゆかりん) (Haruna Ikezawa)
- Asada (浅田 (あ さ だ) (Harumi Asai)
- Kajii (梶 井 (かじ い)
- Río de Janeiro (理 央 (り お)) (Makiko Omoto)
- Nitta (新 田 (に った)
- Novio Nitta (新田 の 彼氏)
- Yoshioka (吉冈 (よし おか) (Yusuke Numata)
- Iwaki (岩 木 (いわき) (Hikaru Midorikawa)
- Nobara (の ばら)
- Mie (ミエ)
- Fubuki Haruyama (春山 ふぶき (はる や ま ふぶき)) (Rie Tanaka)
- Ooyama (大 山 (お おやま)
- Murakami (村上 (むら かみ) 先生)
- Miyajima (宫 嶋 (み やじ ま) 先生)
- Ogawa (小川 (お が わ) 先生)
- Maestro de Inglés (英語 の 先生)
- Ichiko Yoshida (吉田 一 子 (よし だ いち こ))
- Oyama (小山 (おやま)
- Aki (アキ)

#### Conocidos de Yuzuhiko
- Fujino (藤 野 (ふじの)) (Kappei Yamaguchi)
- Sayu Kawashima (川岛 纱 由 (かわし ま さ ゆ)) (Wasabi Mizuta)
- Yamashita (山下 (やました)) (Yōko Teppōzuka)
- Yuri Ishida (石田 ゆり (いしだ ゆり)) (Etsuko Kozakura)
- Sudou (须藤 (す どう)) (Kyoko Hikami)
- Amigo 1 (友 达 1)
- Nasuo Arai (新井 ナスオ (あらい な すお)) (Mizue Ōtsuka)
- A-ko (子 A (えー こ))
- B-ko (子 B (び ー こ))
- Hara-sensei (原 (はら) 先生) (Noriko Uemura)
- Profesor de educación física (体育 の 先生)
- Maestro (老师)
- Marumi MARUNO (丸 野 丸 美 (まる の るみ ま))

#### Otros
- Locutor próximo episodio (次回 予告 アナウンサー)

#### Estrellas invitadas
- Shinnosuke Nohara (野原 しんのすけ?): El personaje de Crayon Shin-chan.
- Bakú Oowada (大 和田 貘?), Youko Ooshita, Masahiro Sasaki (大 下 容 子?) (佐 々 木 正 洋?): Los personajes de Wide Scramble.
- Ian Thorpe (イアン ソープ)
- Kenjirou Ishimaru (石 丸 谦 二郎?): Un agente de la voz.
- Kyoko Koizumi (小泉 今日 子?)

## Temas de apertura y cierre

### Las aberturas
1. "さらば" / "Saraba" por Kinmokusei (Episodios 1-142)
2. "あたし ン ちの 唄" / "Atashin'chi no Uta" de Kyoko Koizumi (Episodios 143-297)
3. "プロリン サイズ ♪" / "Purorin Size" por Morisanchuu (Episodios 298-330)

### Finales
1. "来 て 来 て あたし ン ち" / "Kite Kite Atashin'chi" por Aya Hirayama, una adaptación de Sir Edward Elgar Pompa y Circunstancia Marcas (Episodios 1-161, 328)
2. "Vamos! あたし ン ち "/" ¡Vamos! Atashin'chi "por el Tachibanas (Kumiko Watanabe, Fumiko Orikasa, Daisuke Sakaguchi, Kenichi Ogata) (Episodios 162-232, 329)
3. "ほっと っと っと な まい に ち" / "Hottottotto na Mainichi" por Kigurumichiko (Episodios 233 -?)
4. "さらば" / "Saraba" por Kinmokusei (Episodio 330)

- "あたし ン ち" / "Atashin'chi" por Akiko Yano (Película)

### Inserciones
1. Karaoke tenkoku (カラオケ 天国?) Por Mikan (Fumiko Orikasa)
2. Jounetsu no akai bara (情熱 の 赤い バラ?) Por la Madre (Kumiko Watanabe)